# SUAyED UNAM Tlaxcala

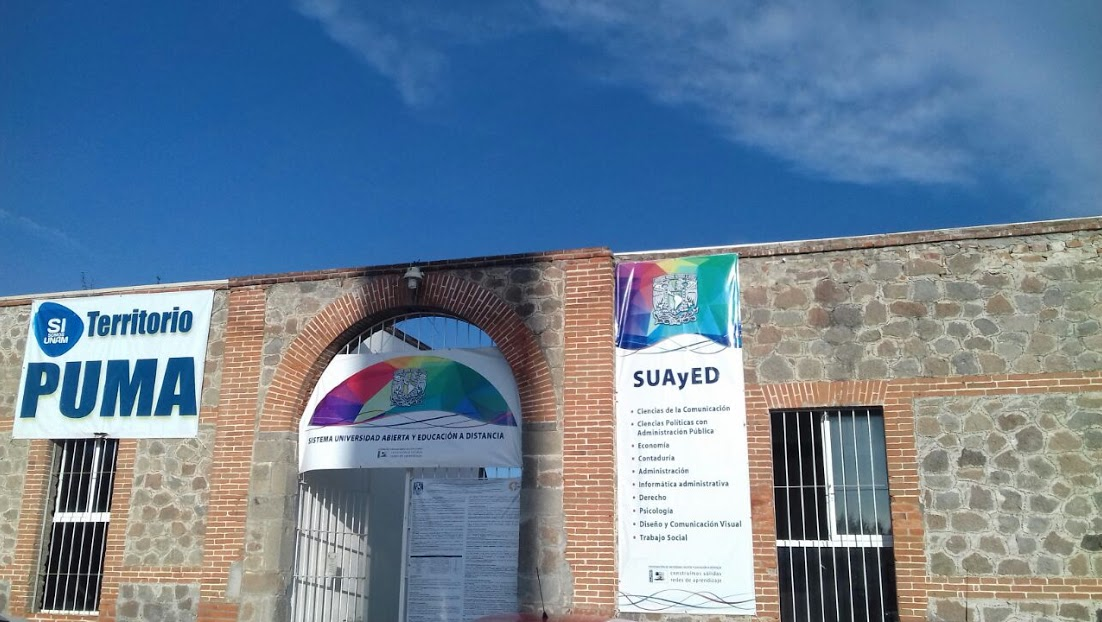
Fachada del SUAyED UNAM Tlaxcala en la ex fábrica de San Manuel de Morcom.

El SUAyED UNAM Tlaxcala es una de las principales sedes del Sistema de Universidad Abierta y Educación a Distancia (SUAyED) de la Universidad Nacional Autónoma de México (UNAM). Sus instalaciones se encuentra en el municipio de Santa Cruz Tlaxcala, en el estado mexicano de Tlaxcala, ocupando lo que anteriormente fuera la fábrica de San Manuel de Morcom. Esta sede fue creada en 2015, aunque fue originalmente establecida en 2003 como el Centro de Alta Tecnología de Educación a Distancia (CATED).
La llegada del siglo XXI y el desarrollo de nuevas tecnologías de la información impactaron fuertemente a las sociedades de todo el mundo. Este fenómeno provocó la instauración de nuevos métodos de enseñanza; que abarcan la explotación de nuevas herramientas informáticas y de comunicación en el sector educativo, innovando y flexibilizando los modelos pedagógicos a escala global.
Tal es el caso de la Universidad Nacional Autónoma de México que,  a través de la Coordinación de Universidad Abierta, Innovación Educativa y Educación a Distancia (CUAIEED) y en comunión con diversas Escuelas y Facultades, impulsan el Sistema de Universidad Abierta y Educación a Distancia (SUAyED), un sistema educativo flexible, innovador, adaptable e interactivo.
Este modelo educativo tiene como finalidad extender la educación media superior y superior hacia grandes sectores de la población, por medio de métodos teórico prácticos de transmisión y evaluación de conocimientos, y de la creación de grupos de aprendizaje que trabajan dentro o fuera de los planteles universitarios e impulsar la integración de las TIC a los procesos educativos.

## Origen
En su origen, el Sistema de Universidad Abierta (SUA) se concibió como parte integral del proyecto de Reforma Universitaria impulsada por el entonces rector, Pablo González Casanova, dicho sistema surgió como una opción flexible e innovadora en sus metodologías de enseñanza y evaluación de los conocimientos, con criterios de calidad y regidos por un estatuto. Posteriormente en el año de 1997, con la reorganización de la estructura académica de la UNAM, se estableció la CUAED, cuyos propósitos fundamentales eran: reestructurar la Coordinación para redefinir las funciones de las direcciones y la creación de su Consejo Asesor, así como revisar y actualizar el estatuto del Sistema de Universidad Abierta, los reglamentos y normas aplicables; además, desarrollar la base tecnológica requerida, tanto en equipo como en software, así como programas de formación y capacitación del personal de las entidades universitarias, con apoyo técnico, académico y de infraestructura por parte de la CUAED. Al incorporarse las TIC surgió la modalidad distancia, la cual permitió contar con una oferta académica en línea y hacerla llegar a diversas entidades del país. Por lo que ambas modalidades dieron origen al actual SUAyED, mismo que formalizó su unificación y enriquecimiento con el Estatuto y Reglamento aprobado por el Consejo Universitario el 27 de marzo de 2009. Este modelo educativo ha logrado extenderse a lo largo de la República, tal es caso del Estado de Tlaxcala. 

## SUAyED sede Tlaxcala

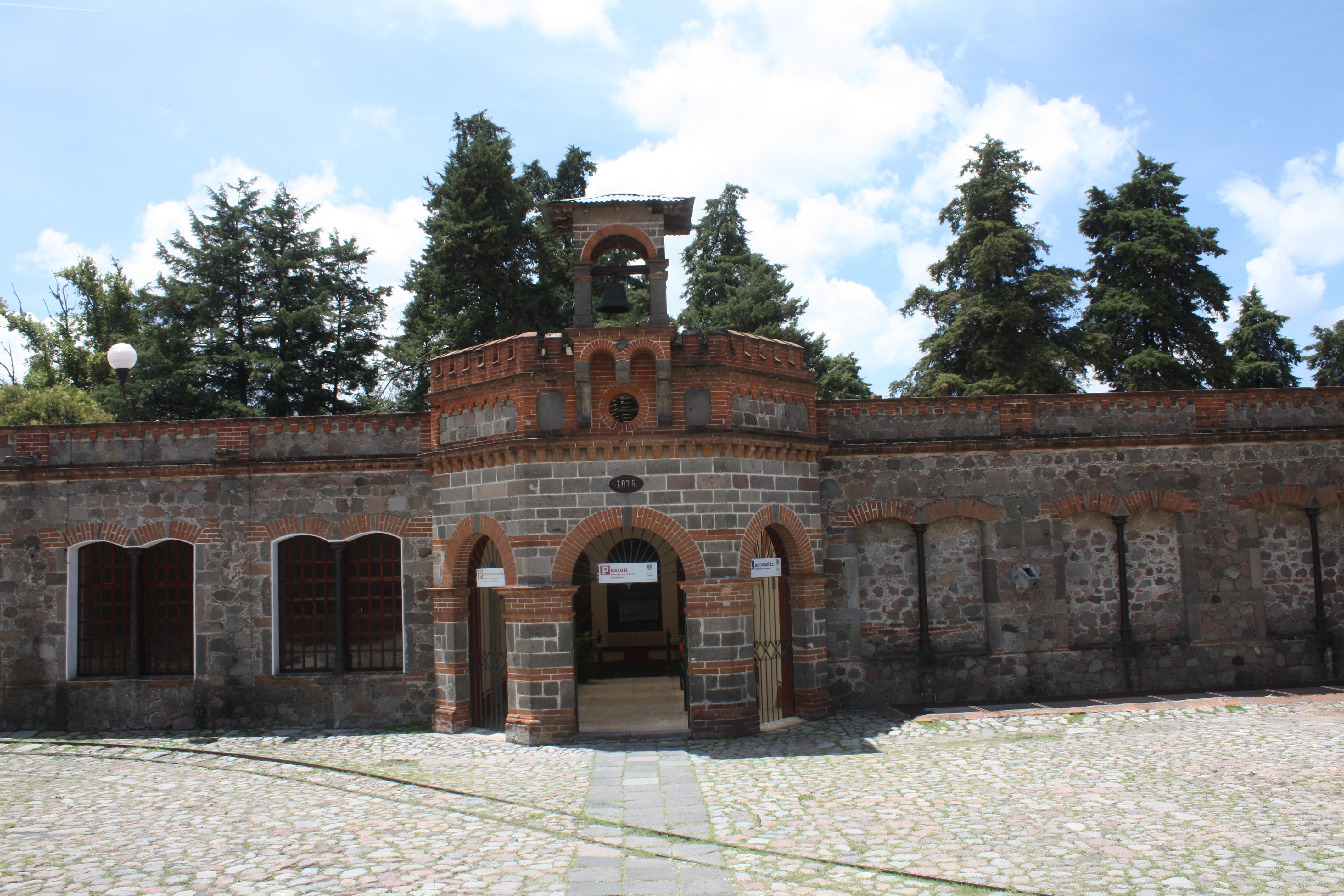
Ex fábrica de San Manuel de Morcom, actual sede del SUAyED Tlaxcala de la UNAM

En el año 2003, bajo la administración del entonces Rector Juan Ramón de la Fuente, la UNAM establece en la Ex fábrica de San Manuel de Morcom, en el estado de Tlaxcala, el Centro de Alta Tecnología de Educación a Distancia (CATED),  que surge como una opción educativa flexible en espacio y tiempo, para que los jóvenes de esa entidad continuaran sus estudios superiores a base de la aplicación de las TIC, como parte del proceso enseñanza-aprendizaje.
El 25 de junio del año 2015, el Rector José Narro Robles, con fundamento en los artículos 1º y 9º de la Ley Orgánica y 34, fracciones IX y X del Estatuto General,  determina que las funciones que venía desempeñando el CATED serían absorbidas por el sistema SUAyED, con sede en Tlaxcala y las instalaciones que ocupaba dicho centro pasarían a formar parte del Campus 3 Tlaxcala, de la Facultad de Estudios Superiores Zaragoza.

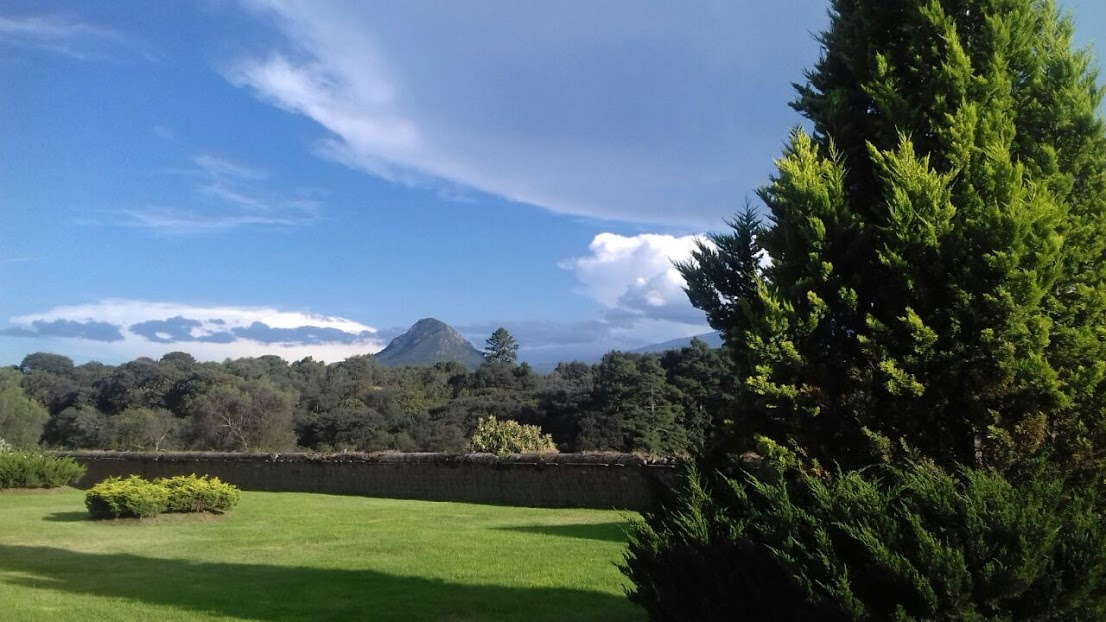
Jardines de las instalaciones SUAyED sede Tlaxcala.

A diferencia del resto de las sedes SUAyED, en Tlaxcala,  la UNAM, por medio del CATED, desarrolla actividades de investigación, producción y desarrollo en materia de educación a distancia. Actualmente, la Sede gestiona y vincula la oferta educativa de las licenciaturas a distancia.
Su función principal es ser el vínculo entre las Dependencias, Facultades, aspirantes y alumnos, desde el proceso de admisión hasta la titulación, propiciando, además, el acercamiento de los egresados con el ámbito laboral del territorio tlaxcalteca. Asimismo,  planea y coordina los apoyos de infraestructura, tecnológicos y de capital humano para la realización de eventos académicos y de administración escolar en la región de Tlaxcala para contribuir al fortalecimiento del SUAyED.
Las licenciaturas que oferta esta sede son:
- Administración
- Ciencias de la Comunicación (opción periodismo) Archivado el 23 de noviembre de 2016 en Wayback Machine.
- Ciencias Políticas y Administración Pública Archivado el 23 de noviembre de 2016 en Wayback Machine.
- Contaduría
- Derecho
- Diseño y Comunicación Visual Archivado el 23 de noviembre de 2016 en Wayback Machine.
- Economía
- Informática administrativa
- Psicología Archivado el 18 de noviembre de 2016 en Wayback Machine.
- Trabajo Social Archivado el 3 de octubre de 2017 en Wayback Machine.
- Enfermería